# 126 p.n.e.
| [ Edytuj tabelę ] | |
| Król Armenii      | - 165 p.n.e. Artawazdes I 115 p.n.e. |
| Król Bitynii      | - 127 p.n.e. Nikomedes III 94 p.n.e. |
| Cesarz Chin       | - 141 p.n.e. Han Wudi 87 p.n.e. |
| Władca Egiptu     | - 173 p.n.e. Kleopatra II 115 p.n.e. - 142 p.n.e. Kleopatra III 101 p.n.e. - 127 p.n.e. Ptolemeusz VIII 116 p.n.e. |
| Król Judei        | - 135 p.n.e. Jan Hirkan I 104 p.n.e. |
| Król Kapadocji    | - 130 p.n.e. Ariarates VI 116 p.n.e. |
| Król Kommageny    | - 130 p.n.e. Samos 100 p.n.e. |
| Władca Korei      | - 129 p.n.e. Ugŏ 108 p.n.e. |
| Król Numidii      | - 148 p.n.e. Micypsa 118 p.n.e. |
| Król Partów       | - 127 p.n.e. Artabanus I 124 p.n.e. |
| Król Pontu        | - 150 p.n.e. Mitrydates V 120 p.n.e. |
| Władca Seleucydów | - 129 p.n.e. Demetriusz II Nikator 125 p.n.e. - 128 p.n.e. Aleksander II Zabinas 123 p.n.e. - 126 p.n.e. Kleopatra Thea 121 p.n.e. - 126 p.n.e. Seleukos V Filometor 125 p.n.e. - 126 p.n.e. Antioch VIII Grypos 96 p.n.e. |

Rok 126 p.n.e.
stulecia: III wiek p.n.e. ~
II wiek p.n.e. ~
I wiek p.n.e.

lata: 136 p.n.e. «
130 p.n.e. «
129 p.n.e. «
128 p.n.e. «
127 p.n.e. «
126 p.n.e. »
125 p.n.e. »
124 p.n.e. »
123 p.n.e. »
122 p.n.e. »
116 p.n.e.

## Wydarzenia
Azja
- wysłannik cesarza Wu, Zhang Qian, odbył podróż na zachód (w tym był w Baktrii) i powrócił do Chin
- żydowska dynastia Machabeuszy ostatecznie podbiła Edom i przyłączyła go do państwa izraelskiego. Machabeusze narzucili pokonanym swoje obyczaje i wierzenia
- Antioch VIII Grypos, Kleopatra Thea i Seleukos V Filometor (ten ostatni zmarły w tym samym roku) rozpoczęli panowanie w Syrii

## Zmarli
- Seleukos V Filometor, król Syrii z dynastii Seleucydów